# Ascochyta deformis
Ascochyta deformis är en svampart som först beskrevs av Petter Adolf Karsten, och fick sitt nu gällande namn av P.K. Buchanan 1987. Ascochyta deformis ingår i släktet Ascochyta, ordningen Pleosporales, klassen Dothideomycetes, divisionen sporsäcksvampar och riket svampar.   Inga underarter finns listade i Catalogue of Life.